# Banalidad del mal

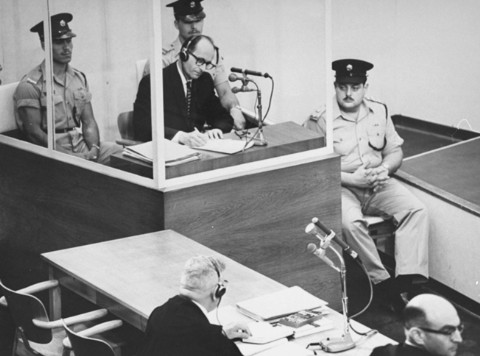
Adolf Eichmann tomando notas durante su juicio en Jerusalén. El acusado se encuentra dentro de una cabina de cristal. En primer plano de la imagen se ve en la mesa: el abogado defensor Robert Servatius (centro inferior de la imagen, con auriculares) y el fiscal jefe Gideon Hausner (esquina inferior derecha de la imagen, con gafas).

La expresión banalidad del mal fue acuñada por Hannah Arendt (1906-1975), filósofa y teórica política alemana de origen judío, en su libro Eichmann en Jerusalén, cuyo subtítulo es Un informe sobre la banalidad del mal. 

## Los antecedentes de la frase
En 1961, en Israel, se inicia el juicio a Adolf Eichmann por genocidio contra el pueblo judío durante la Segunda Guerra Mundial. El juicio estuvo envuelto en una gran polémica y muchas controversias. Casi todos los periódicos del mundo enviaron periodistas para cubrir las sesiones, que fueron realizadas de forma pública por el gobierno israelí. 
Además de crímenes contra el pueblo judío, Eichmann fue acusado de crímenes contra la humanidad y de pertenecer a un grupo organizado con fines criminales. Eichmann fue condenado por todos estos crímenes y ahorcado en 1962, en las proximidades de Tel Aviv.
Una de las corresponsales presentes en el juicio, como enviada de la revista The New Yorker, era Hannah Arendt.

## El libro
En 1963, basándose en sus reportajes del juicio y sobre todo su conocimiento filosófico-político, Arendt escribió un libro que tituló Eichmann en Jerusalén. En él, describe no solamente el desarrollo de las sesiones, sino que hace un análisis del «individuo Eichmann».
Según Arendt, Adolf Eichmann no poseía una trayectoria o características antisemitas y no presentaba los rasgos de una persona con carácter retorcido o mentalmente enferma. Actuó como actuó simplemente por deseo de ascender en su carrera profesional y sus actos fueron un resultado del cumplimiento de órdenes de superiores. Era un simple burócrata que cumplía órdenes sin reflexionar sobre sus consecuencias. Para Eichmann, todo era realizado con celo y eficiencia, y no había en él un sentimiento de «bien» o «mal» en sus actos.

In diesen letzten Minuten war es, als zöge Eichmann selbst das Fazit der langen Lektion in Sachen menschlicher Verruchtheit, der wir beigewohnt hatten - das Fazit von der furchtbaren »Banalität des Bösen«, vor der das Wort versagt und an der das Denken scheitert.
Fue como si en aquellos últimos minutos [Eichmann] resumiera la lección que su larga carrera de maldad nos ha enseñado, la lección de la terrible banalidad del mal, ante la que las palabras y el pensamiento se sienten impotentes.
Arendt, Eichmann en Jerusalén

## La frase
Para Arendt, Eichmann no era el «monstruo», el «pozo de maldad» que era considerado por la mayor parte de la prensa. Los actos de Eichmann no eran disculpables, ni él inocente, pero estos actos no fueron realizados porque Eichmann estuviese dotado de una inmensa capacidad para la crueldad, sino por ser un burócrata, un operario dentro de un sistema basado en los actos de exterminio.
Sobre este análisis Arendt acuñó la expresión «banalidad del mal» para expresar que algunos individuos actúan dentro de las reglas del sistema al que pertenecen sin reflexionar sobre sus actos. No se preocupan por las consecuencias de sus actos, solo por el cumplimiento de las órdenes. La tortura, la ejecución de seres humanos o la práctica de actos «malvados» no son considerados a partir de sus efectos o de su resultado final, con tal que las órdenes para ejecutarlos provengan de estamentos superiores.
Hannah Arendt discurre sobre la complejidad de la condición humana y alerta de que es necesario estar siempre atento a lo que llamó la «banalidad del mal» y evitar que ocurra.
Hoy la frase se utiliza con un significado universal para describir el comportamiento de algunos personajes históricos que cometieron actos de extrema crueldad y sin ninguna compasión para con otros seres humanos, para los que no se han encontrado traumas o cualquier desvío de la personalidad que justificaran sus actos. En resumen: eran «personas normales», a pesar de los actos que cometieron.

## Crítica
El concepto de la «banalidad del mal» ha sido criticado por varios intelectuales y analistas, sobre todo en Israel. Especialmente, la expresión «banalidad» en relación con un asesino en masa fue atacada desde diferentes frentes, entre otros también por Hans Jonas. Raul Hilberg también criticó la idea de la «banalidad del mal».
Por ejemplo, en un artículo en la revista británica de psicología The Psychologist, S. Alexander Haslam y Stephen D. Reicher argumentaban que los crímenes a la escala con que Eichmann los realizó no pueden ser cometidos por «personas corrientes». Las personas que cometen ese tipo de crímenes «se identifican activamente con grupos cuya ideología justifica y condona la opresión y destrucción de otros». Es decir, saben que están cometiendo un crimen, pero simplemente encuentran un modo de justificarlo.
Por otro lado, en la revista The Wilson Quarterly, el autor Stephen H. Miller argumentó que, el hecho de decir que las razones detrás de un genocidio son banales resulta extraordinario. El despojar a una persona de su humanidad lo suficiente como para que deje de cuestionar éticamente sus acciones, es todo menos banal. Arendt se refería a Eichmann como un hombre banal, no a los regímenes totalitarios o al mal en sí que trae detrás varios conceptos como la personalidad y la esencia de la persona que realiza esos actos atroces. Por lo tanto, su “teoría” pierde la generalidad convirtiéndose más en un análisis del caso de Eichmann que en una explicación filosófica sobre la conducta humana y la ética. Adicionalmente, según Miller, Arendt, no estaba equivocada al decir que Eichmann no era un psicópata, pero el hecho de que no fuera un psicópata antisemita no elimina el hecho de que sí era un fanático radical. Según Eichmann, él era un ávido seguidor de Kant, sin embargo, transformó las leyes universales del imperativo categórico en leyes de Hitler: “hacer lo que pueda ser considerado bueno para el Führer”. Arendt postuló la idea de que era un simple burócrata. No odiaba a los judíos, lo admiraba a él.
Matías Ilivitzky, en su libro Del "mal radical" a la "banalidad del mal", explora las correspondencias y diferencias existentes entre ambos conceptos arendtianos a lo largo de toda la obra de la autora, tomando como base principal lo elaborado por ella al respecto en sus libros Los orígenes del totalitarismo y Eichmann en Jerusalén. Ilivitzky llega a la conclusión que ambas tesis no son compatibles y que la teoría sobre la banalidad del mal, si bien ilustra complejas cuestiones sociopolíticas, éticas y legales, no posee coherencia interna u homogeneidad.

## Influencia posterior
El experimento de Milgram, realizado por Stanley Milgram, y el experimento de la cárcel de Stanford parecen confirmar la tesis de Arendt. Milgram se apoyó en el concepto de la «banalidad del mal» para explicar sus resultados de sumisión a la autoridad.[cita requerida]
Rony Brauman y Eyal Sivan han realizado una película basándose en los archivos del proceso a Eichmann, titulada Un especialista, y un libro, titulado Elogio de la desobediencia, prolongando su reflexión sobre la sumisión a la autoridad como instrumento de la barbarie en los conflictos contemporáneos.
Margarethe von Trotta dirigió en el año 2012 la película Hannah Arendt, en la que explica cómo Arendt formula el concepto de «la banalidad del mal».